# Championnats d'Asie d'athlétisme 1975
Navigation
Les 2e Championnats d'Asie d'athlétisme se sont déroulés à Séoul, en Corée du Sud en 1975.

## Résultats

### Hommes
| Event | Or                        | Or              | Argent                         | Argent          | Bronze                       | Bronze          |
| --- | ------------------------- | --------------- | ------------------------------ | --------------- | ---------------------------- | --------------- |
| 100 m | Anat Ratanapol Thaïlande  | 10 s 87         | Masahide Jinno Japon           | 10 s 90         | Ramaswamy Gnanasekharan Inde | 11 s 18         |
| 200 m | Anat Ratanapol Thaïlande  | 21 s 28         | Susumu Shimizu Japon           | 21 s 66         | Kazuhiko Sakuma Japon        | 21 s 70         |
| 400 m | Sri Ram Singh Inde        | 47 s 03         | Ku Boon-Chil Corée du Sud      | 47 s 29         | Yoshiharu Tomonaga Japon     | 47 s 30         |
| 800 m | Sri Ram Singh Inde        | 1 min 47 s 8 a  | Takashi Ishii Japon            | 1 min 48 s 4 a  | Pratap Kumar Inde            | 1 min 48 s 5 a  |
| 1500 m | Takashi Ishii Japon       | 3 min 48 s 6 a  | Triguna Mani Tiwari Inde       | 3 min 49 s 4 a  | Tang Kuang-Chia Taiwan       | 3 min 49 s 5 a  |
| 5000 m | Kunimitsu Itō Japon       | 14 min 00 s 8 a | Shivnath Singh Inde            | 14 min 01 s 2 a | Hari Chand Inde              | 14 min 02 s 4 a |
| 10 000 m | Hari Chand Inde           | 29 min 12 s 0 a | Shivnath Singh Inde            | 29 min 14 s 6 a | Kenji Tajima Japon           | 29 min 31 s 6 a |
| Marathon | Sueki Tanaka Japon        | 2 h 32 min 06 s | Susumu Sato Japon              | 2 h 37 min 51 s | Jit Bahadur Chetri Népal     | 2 h 39 min 06 s |
| 3000 m steeple | Harbeil Singh Inde        | 8 min 46 s 6 a  | Hitoshi Iwabuchi Japon         | 8 min 56 s 6 a  | Noriyuki Nakamura Japon      | 8 min 57 s 8 a  |
| 110 m haies | Tai Shi-Yan Taiwan        | 14 s 24         | Ahmad Ishtiaq Mubarak Malaisie | 14 s 45         | Shigeo Oki Japon             | 14 s 45         |
| 400 m haies | Tai Shi-Yan Taiwan        | 51 s 15         | Abdulatif Yousef Hashim Koweït | 51 s 94         | Akira Nishimura Japon        | 52 s 18         |
| 20 km marche | Khoo Chong Beng Malaisie  | 1 h 40 min 43 s | Baldev Singh Inde              | 1 h 44 min 17 s | Nobu Nakamichi Japon         | 1 h 45 min 26 s |
| 4 × 100 m | Japon                     | 40 s 38         | Singapour                      | 41 s 14         | Inde                         | 41 s 35         |
| 4 × 400 m | Inde                      | 3 min 08 s 2 a  | Japon                          | 3 min 08 s 9 a  | Sri Lanka                    | 3 min 13 s 4 a  |
| Saut en hauteur | Teymour Ghiassi Iran      | 2,14 m          | Yoshikazu Okuda Japon          | 2,14 m          | Takeyoshi Sawa Japon         | 2,11 m          |
| Saut à la perche | Yoshiomi Iwama Japon      | 5,20 m          | Michio Shimazu Japon           | 4,80 m          | Hong Sang-Pyo Corée du Sud   | 4,20 m          |
| Saut en longueur | T.C. Yohannan Inde        | 7,65 m          | Kazuaki Norioka Japon          | 7,49 m          | Lee Pyong-Song Corée du Sud  | 7,47 m          |
| Triple saut | Toshihisa Yoshimoto Japon | 15,87 m         | Hironobu Kobayashi Japon       | 15,83 m         | Chen Chin-Long Taiwan        | 15,82 m         |
| Lancer du poids | Bahadur Singh Inde        | 17,70 m         | Jagraj Singh Mann Inde         | 17,47 m         | Yoshihisa Ishida Japon       | 15,57 m         |
| Lancer du disque | Praveen Kumar Inde        | 54,78 m         | Jalal Keshmiri Iran            | 53,78 m         | Kiyotaka Kawasaki Japon      | 50,44 m         |
| Lancer du marteau | Yoshihisa Ishida Japon    | 62,84 m         | Nobuyuki Ifuku Japon           | 60,28 m         | Raghubir Singh Bal Inde      | 58,80 m         |
| Lancer du javelot | Toshihiro Yamada Japon    | 74,92 m         | Toshiyuki Shimada Japon        | 72,68 m         | Chen Ping-Huang Taiwan       | 70,04 m         |
| Décathlon | Suresh Babu Inde          | 6931 pts        | Hisashi Iwai Japon             | 6912 pts        | Masanori Ikuta Japon         | 6816 pts        |
| Records et Performances - AR : Record continental (area record) - CR : Record des championnats (championship record) - MR : Record du meeting (meet record) - NR : Record national (national record) - OR : Record olympique (olympic record) - PR : Record paralympique (paralympic record) - PB : Record personnel (personal best) - SB : Meilleure performance personnelle de la saison (season's best) - WL : Meilleure performance mondiale de l'année (world leader) - WJR : Record du monde junior (world junior record) - WR : Record du monde (world record) Circonstances et Conditions - DNF : N'a pas terminé (did not finish) - DNS : N'a pas pris le départ (did not start) - DQ : Disqualification (disqualification) - NM : Aucun essai valable enregistré (No Mark) - Q : Qualifié « directement » au prochain tour (ou à la prochaine compétition), lors d'une compétition majeure, grâce au classement ou à la réalisation des minima (automatic qualifier) - q : Qualifié au prochain tour (ou à la prochaine compétition), lors d'une compétition majeure, grâce au repêchage ou à la réalisation de l'une des meilleures performances parmi celles des « non qualifiés directement » (grâce au meilleur temps ou à la meilleure distance par exemple) (secondary qualifier) |                           |                 |                                |                 |                              |                 |

### Femmes
| Event | Or                           | Or             | Argent                        | Argent         | Bronze                        | Bronze         |
| --- | ---------------------------- | -------------- | ----------------------------- | -------------- | ----------------------------- | -------------- |
| 100 m | Esther Rot Israël            | 11 s 91        | Carolina Rieuwpassa Indonésie | 12 s 09        | Yukiko Osako Japon            | 12 s 13        |
| 200 m | Esther Rot Israël            | 23 s 72        | Yukiko Osako Japon            | 24 s 46        | Carolina Rieuwpassa Indonésie | 24 s 52        |
| 400 m | Kim Kyung-Sook Corée du Nord | 56 s 24        | Chee Swee Lee Singapour       | 56 s 41        | Keiko Nagasawa Japon          | 57 s 93        |
| 800 m | Lee Chiu-Hsia Taiwan         | 2 min 08 s 1 a | Masae Namba Japon             | 2 min 09 s 9 a | Kumiko Nishi Japon            | 2 min 10 s 8 a |
| 1500 m | Lee Chiu-Hsia Taiwan         | 4 min 23 s 0 a | Kumiko Nishi Japon            | 4 min 26 s 4 a | Hannah Shezifi Israël         | 4 min 27 s 2 a |
| 3000 m | Lee Chiu-Hsia Taiwan         | 9 min 39 s 8 a | Kwon Nam-Soon Corée du Sud    | 9 min 46 s 8 a | Hannah Shezifi Israël         | 9 min 55 s 2 a |
| 100 m haies | Tomoko Dazai Japon           | 14 s 25        | Lin Yet-Hsiang Taiwan         | 14 s 25        | Fumiko Yamane Japon           | 14 s 52        |
| 400 m haies | Woo Seun-Sook Corée du Sud   | 62 s 89        | Marina Chin Leng Sim Malaisie | 63 s 89        | Ting Chun-Yi Taiwan           | 64 s 13        |
| 4 × 100 m | Japon                        | 46 s 73        | Corée du Sud "A"              | 48 s 13        | Corée du Sud "B"              | 48 s 28        |
| 4 × 400 m | Japon                        | 3 min 40 s 4a  | Corée du Sud                  | 3 min 53 s 1a  | Singapour                     | 3 min 54 s 0a  |
| Saut en hauteur | Hisao Tsuchiya Japon         | 1,74 m         | Michiyo Inaoka Japon          | 1,74 m         | Ruth Tslochenko Israël        | 1,74 m         |
| Saut en longueur | Keiko Ogawa Japon            | 6,15 m         | Kyoko Shimizu Japon           | 5,93 m         | Lin Yet-Hsiang Taiwan         | 5,82 m         |
| Lancer du poids | Paik Ok-Ja Corée du Sud      | 16,39 m        | Chen Fu-Mei Taiwan            | 13,52 m        | Yukari Seo Japon              | 13,50 m        |
| Lancer du disque | Paik Ok-Ja Corée du Sud      | 47,74 m        | Matsuko Takahashi Japon       | 46,34 m        | Mikiko Tokita Japon           | 45,90 m        |
| Lancer du javelot | Keiko Myogai Japon           | 53,48 m        | Naomi Shibusawa Japon         | 51,40 m        | Lee Bok-Soon Corée du Sud     | 49,48 m        |
| Pentathlon | Kyoko Shimizu Japon          | 4064 pts       | Ruth Tslochenko Israël        | 3687 pts       | Hotsumi Harada Japon          | 3667 pts       |
| Records et Performances - AR : Record continental (area record) - CR : Record des championnats (championship record) - MR : Record du meeting (meet record) - NR : Record national (national record) - OR : Record olympique (olympic record) - PR : Record paralympique (paralympic record) - PB : Record personnel (personal best) - SB : Meilleure performance personnelle de la saison (season's best) - WL : Meilleure performance mondiale de l'année (world leader) - WJR : Record du monde junior (world junior record) - WR : Record du monde (world record) Circonstances et Conditions - DNF : N'a pas terminé (did not finish) - DNS : N'a pas pris le départ (did not start) - DQ : Disqualification (disqualification) - NM : Aucun essai valable enregistré (No Mark) - Q : Qualifié « directement » au prochain tour (ou à la prochaine compétition), lors d'une compétition majeure, grâce au classement ou à la réalisation des minima (automatic qualifier) - q : Qualifié au prochain tour (ou à la prochaine compétition), lors d'une compétition majeure, grâce au repêchage ou à la réalisation de l'une des meilleures performances parmi celles des « non qualifiés directement » (grâce au meilleur temps ou à la meilleure distance par exemple) (secondary qualifier) |                              |                |                               |                |                               |                |

## Tableau des médailles
| Rang | Nation        | Or | Argent | Bronze | Total |
| ---- | ------------- | -- | ------ | ------ | ----- |
| 1    | Japon         | 15 | 20     | 18     | 53    |
| 2    | Inde          | 9  | 5      | 5      | 19    |
| 3    | Taiwan        | 5  | 2      | 5      | 12    |
| 4    | Corée du Sud  | 3  | 4      | 4      | 11    |
| 5    | Israël        | 2  | 1      | 3      | 6     |
| 6    | Thaïlande     | 2  | 0      | 0      | 2     |
| 7    | Malaisie      | 1  | 2      | 0      | 3     |
| 8    | Iran          | 1  | 1      | 0      | 2     |
| 9    | Corée du Nord | 1  | 0      | 0      | 1     |
| 10   | Singapour     | 0  | 2      | 1      | 3     |
| 11   | Indonésie     | 0  | 1      | 1      | 2     |
| 12   | Koweït        | 0  | 1      | 0      | 1     |
| 13   | Népal         | 0  | 0      | 1      | 1     |
| 13   | Sri Lanka     | 0  | 0      | 1      | 1     |